# Grönmjölkig vitriska
Grönmjölkig vitriska (Lactarius glaucescens) är en svampart som beskrevs av Crossl. 1900. Grönmjölkig vitriska ingår i släktet riskor och familjen kremlor och riskor.  Arten är reproducerande i Sverige. Inga underarter finns listade i Catalogue of Life.